# تيد روبرتسون
تيد روبرتسون (بالإنجليزية: Ted Robertson)‏ هو سياسي أسترالي، ولد في 8 مارس 1929 في ألباني في أستراليا، وتوفي في 5 يناير 1991 في كانبرا في أستراليا. حزبياً، نشط في حزب العمال الأسترالي. وقد انتخب عضو مجلس الشيوخ الأسترالي ‏ عن دائرة Northern Territory ‏ (13 ديسمبر 1975 – 10 يوليو 1987).